# Czekanowskia
Czekanowskia – rodzaj wymarłych miłorzębowych, żyjący w okresie późny trias – wczesna kreda. 
Rodzaj ten był szeroko rozprzestzreniony i liczny, występował na terenach dzisiejszej Europy, Azji, Ameryki Północnej i Grenlandii w strefie klimatu gorącego i wilgotnego. Opisywano także przedstawicieli tego rodzaju z Antarktydy, jednak oznaczenie tych okazów jest kwestionowane. Znany jest prawie wyłącznie z liści. 
Samylina i Kiritchkova w obrębie rodzaju Czekanowskia wyróżniły trzy podrodzaje: Czekanowskia, Harrisella i Vachrameevia, a w ich obrębie w sumie 72 gatunki na podstawie budowy epidermy, kwestionując jednocześnie starsze wyróżnienia gatunków dokonane na bazie kształtu liści. 
Nazwa rodzajowa upamiętnia polskiego zesłańca i badacza geologii Syberii Aleksandra Czekanowskiego. 
Wybrane gatunki:
- Czekanowskia turneri (późna jura, USA)[2]
- Czekanowskia setacea Heer, 1876 (Azja, Afganistan)[7]
- Czekanowskia rigida Heer[3]
- Czekanowskia anguae[8]